# كلارنس بالمر
كلارنس بالمر (بالإنجليزية: Clarence Palmer) هو عازف الأرغن أمريكي، ولد في 25 يوليو 1943.

## وصلات خارجية
- كلارنس بالمر على موقع ميوزك برينز (الإنجليزية)
- كلارنس بالمر على موقع ديسكوغز (الإنجليزية)